# Hedwiges Maduro
Hedwiges Maduro (Almere, 13 de fevereiro de 1985) é um ex-futebolista neerlandês que atuava como zagueiro e volante. Atualmente, é o técnico interino do Ajax.

## Carreira
Maduro representou a Seleção Neerlandesa de Futebol, nas Olimpíadas de 2008. 
Iniciou sua carreira no Ajax, jogando depois por Valencia, Sevilla e, desde janeiro de 2014 no PAOK.